# Výzkum a vývoj
Výzkum a vývoj, krátce VaV (anglicky research and development krátce R&D), je termín popisující vládní nebo firemní aktivity, které jsou součástí cyklu, jímž se dosahuje inovace. Dle Českého statistického úřadu „výzkum a vývoj, jako součást vědy a technologií, představuje klíčový hybný prvek zvyšování produktivity, ekonomického růstu, zaměstnanosti, udržitelného rozvoje a sociální soudržnosti“. Experimentální výzkum a vývoj (nebo jen krátce vývoj) je systematická tvůrčí práce směrující k rozšíření stavu poznání, včetně poznatků o člověku, kultuře a společnosti, a jeho použití s cílem nalézt nové možnosti využití těchto poznatků.

Cyklus výzkumu a vývoje (anglicky)

Národní politiku výzkumu a vývoje České republiky připravují společně Ministerstvo školství, mládeže a tělovýchovy České republiky a Rada pro výzkum, vývoj a inovace s dalšími ústředními orgány, představiteli vědecké obce a dalších výzkumných organizací, zástupci podnikové sféry a uživatelů výsledků výzkumu a vývoje a s dalšími zainteresovanými institucemi.
Česko bylo 2020 s 1,99 % HDP na 18. místě na světě.
| Země      | Výzkum a vývoj jako procento HDP |
| --------- | -------------------------------- |
| Israel    | 5,44                             |
| Korea     | 4,81                             |
| Švédsko   | 3,53                             |
| Belgie    | 3,48                             |
| USA       | 3,45                             |
| Japonsko  | 3,26                             |
| Rakousko  | 3,20                             |
| Švýcarsko | 3,15                             |
| Německo   | 3,14                             |
| Dánsko    | 2,96                             |
| Finsko    | 2,94                             |
| Island    | 2,47                             |
| Čína      | 2,40                             |
| Francie   | 2,35                             |
| Holandsko | 2,29                             |
| Norsko    | 2,28                             |
| Slovinsko | 2,15                             |
| Česko     | 1,99                             |
| Singapur  | 1,89                             |
| Austrálie | 1,83                             |